# إشعار دائن
إشعار الدائن هو مستند تجاري صادر عن البائع للمشتري. إشعار الدائن هو مستندٌ مصدرٌ لمجلة إرجاع المبيعات. وبعبارة أخرى فإن إشعار الدائن هو دليل على انخفاض المبيعات.